# Lepturges virgulti
Lepturges virgulti är en skalbaggsart som beskrevs av Gilmour 1962. Lepturges virgulti ingår i släktet Lepturges och familjen långhorningar. Inga underarter finns listade i Catalogue of Life.